# Wereldkampioenschappen kunstschaatsen 1987
De Wereldkampioenschappen kunstschaatsen is een evenement dat georganiseerd wordt door de Internationale Schaatsunie.
Het WK toernooi van 1987 vond plaats in Cincinnati, Ohio. Het was de eerste keer dat de Wereldkampioenschappen Kunstschaatsen hier plaatsvonden. Cincinnati was de vierde Amerikaanse gaststad na New York (1930), Colorado Springs (1957, 1959, 1965, 1969 en 1975) en Hartford (1981) waar het WK Kunstschaatsen plaatsvond.
Voor de mannen was het de 77e editie, voor de vrouwen de 67e editie, voor de paren de 65e editie, en voor de ijsdansers de 35e editie.

## Historie
De Duitse en Oostenrijkse schaatsbond, verenigd in de "Deutscher und Österreichischer Eislaufverband", organiseerden zowel het eerste EK Schaatsen voor mannen als het eerste EK Kunstrijden voor mannen in 1891 in Hamburg, Duitsland, nog voor het ISU in 1892 werd opgericht. De internationale schaatsbond nam in 1892 de organisatie van het EK Kunstrijden over. In 1895 werd besloten voortaan de Wereldkampioenschappen kunstschaatsen te organiseren en kwam het EK te vervallen. In 1896 vond de eerste editie voor de mannen plaats. Vanaf 1898 vond toch weer een herstart plaats van het EK Kunstrijden.
In 1906, tien jaar na het eerste WK voor de mannen, werd het eerste WK voor de vrouwen georganiseerd en twee jaar later, in 1908, vond het eerste WK voor de paren plaats. In 1952 werd de vierde discipline, het WK voor de ijsdansers, eraan toegevoegd.
Er werden geen kampioenschappen gehouden tijdens en direct na de Eerste Wereldoorlog (1915-1921) en tijdens en direct na de Tweede Wereldoorlog (1940-1946) en in 1961 vanwege de Sabena vlucht 548 vliegtuigramp op 15 februari op Zaventem waarbij alle passagiers, waaronder de voltallige Amerikaanse delegatie voor het WK kunstrijden op weg naar Praag, om het leven kwamen.

## Deelname
Er namen deelnemers uit 24 landen deel aan deze kampioenschappen. Zij vulden 89 startplaatsen in. Er namen geen deelnemers uit België en Nederland deel.
(Tussen haakjes het totaal aantal startplaatsen over de disciplines.)
| Canada (11) Sovjet-Unie (11) Verenigde Staten (10) West-Duitsland (7) Australië (4) Italië (4) | Japan (4) Verenigd Koninkrijk (4) Bulgarije (3) Finland (3) Frankrijk (3) Hongkong (3) | Tsjecho-Slowakije (3) Hongarije (2) Joegoslavië (2) Duitse Democratische Republiek (2) Oostenrijk (2) Zuid-Korea (2) | Zweden (2) Zwitserland (2) Denemarken (1) Polen (1) Spanje (1) Taiwan (1) |

## Medailleverdeling
Bij de mannen stond hetzelfde trio als in 1985 en 1986 op het erepodium. De Canadees Brian Orser werd de nieuwe wereldkampioen. Hij trad daarmee in de voetsporen van zijn landgenoten Donald Jackson en Donald McPherson die respectievelijk in 1962 en 1963 wereldkampioen werden. Voor Orser was het zijn vijfde WK medaille, hij werd derde in 1983 en tweede in 1984, 1985, 1986. Brian Boitano veroverde zijn derde WK medaille, in 1985 werd hij derde, in 1986 wereldkampioen, dit jaar tweede. De nummer drie, Alexandr Fadeev, stond voor de vierde keer op het erepodium, in 1984 werd hij derde, in 1985 wereldkampioen, in 1986 ook derde.
Bij de vrouwen veroverde Katarina Witt haar derde wereldtitel, ook in 1984 en 1985 werd ze wereldkampioene. Het was haar vijfde WK medaille, in 1982 en 1986 werd ze tweede. De wereldkampioene van 1986, Debi Thomas, stond voor de tweede keer op het erepodium, zij werd dit jaar tweede. Caryn Kadavy op de derde plaats veroverde haar eerste WK medaille.
Bij het paarrijden prolongeerde het paar Jekaterina Gordejeva / Sergej Grinkov hun in 1986 veroverde wereldtitel. Elena Valova / Oleg Vasiliev veroverden hun vijfde medaille, in 1983 en 1985 werden ze wereldkampioen, in 1984  en 1986 en dit jaar tweede. Het paar Jill Watson / Peter Oppegard 
veroverden hun eerste WK medaille.
Bij het ijsdansen was het erepodium een kopie van 1986. Het paar Natalja Bestemjanova / Andrej Boekin veroverden de derde wereldtitel op rij. Het was hun zevende WK medaille op rij, in 1981 werden ze derde en in 1982, 1983, 1984 tweede. Marina Klimova / Sergei Ponomarenko veroverden voor de derde keer op rij de tweede plaats. Tracy Wilson / Robert McCall op de derde plaats veroverden hun tweede WK medaille.
| Discipline | Goud ·                                | Zilver ·                            | Brons ·                      |
| ---------- | ------------------------------------- | ----------------------------------- | ---------------------------- |
| Mannen     | Brian Orser                           | Brian Boitano                       | Alexandr Fadeev              |
| Vrouwen    | Katrina Witt                          | Debi Thomas                         | Caryn Kadavy                 |
| Paren      | Jekaterina Gordejeva / Sergej Grinkov | Elena Valova / Oleg Vasiliev        | Jill Watson / Peter Oppegard |
| IJsdansen  | Natalja Bestemjanova / Andrej Boekin  | Marina Klimova / Sergei Ponomarenko | Tracy Wilson / Robert McCall |

## Uitslagen

### Mannen / Vrouwen
| Mannen                 | Mannen                | Mannen                                  | Mannen | Mannen | Mannen | Mannen |
| #                      | naam                  | land                                    |        |        |        |        |
| ---------------------- | --------------------- | --------------------------------------- | ------ | ------ | ------ | ------ |
| Goud                   | Brian Orser           | Vlag van Canada                         |        |        |        |        |
| Zilver                 | Brian Boitano         | Vlag van Verenigde Staten               |        |        |        |        |
| Brons                  | Alexandr Fadeev       | Vlag van Sovjet-Unie                    |        |        |        |        |
| 4                      | Vladimir Kotin        | Vlag van Sovjet-Unie                    |        |        |        |        |
| 5                      | Grzegorz Filipowski   | Vlag van Polen                          |        |        |        |        |
| 6                      | Viktor Petrenko       | Vlag van Sovjet-Unie                    |        |        |        |        |
| 7                      | Christopher Bowman    | Vlag van Verenigde Staten               |        |        |        |        |
| 8                      | Petr Barna            | Vlag van Tsjechië                       |        |        |        |        |
| 9                      | Richard Zander        | Vlag van Duitsland                      |        |        |        |        |
| 10                     | Scott Williams        | Vlag van Verenigde Staten               |        |        |        |        |
| 11                     | Makoto Kano           | Vlag van Japan                          |        |        |        |        |
| 12                     | Masaru Ogawa          | Vlag van Japan                          |        |        |        |        |
| 13                     | Falko Kirsten         | Vlag van Duitse Democratische Republiek |        |        |        |        |
| 14                     | Oliver Honer          | Vlag van Zwitserland                    |        |        |        |        |
| 15                     | Kurt Browning         | Vlag van Canada                         |        |        |        |        |
| 16                     | Lars Dresler          | Vlag van Denemarken                     |        |        |        |        |
| 17                     | Paul Robinson         | Vlag van Verenigd Koninkrijk            |        |        |        |        |
| 18                     | Philippe Roncoli      | Vlag van Frankrijk                      |        |        |        |        |
| 19                     | Alessandro Riccitelli | Vlag van Italië                         |        |        |        |        |
| 20                     | Michael Slipchuk      | Vlag van Canada                         |        |        |        |        |
| 21                     | Peter Johansson       | Vlag van Zweden                         |        |        |        |        |
| 22                     | Cameron Medhurst      | Vlag van Australië                      |        |        |        |        |
| 23                     | Oula Jaaskelainen     | Vlag van Finland                        |        |        |        |        |
| 24                     | Oliver Dechert        | Vlag van Duitsland                      |        |        |        |        |
| Vrije kür niet bereikt |                       |                                         |        |        |        |        |
| 25                     | Boiko Alexiev         | Vlag van Bulgarije                      |        |        |        |        |
| 26                     | Tomislav Cizmesija    | Vlag van Joegoslavië (1943-1992)        |        |        |        |        |
| 27                     | Chi-Man Wong          | Vlag van Hongkong                       |        |        |        |        |

| Vrouwen                | Vrouwen          | Vrouwen                                 | Vrouwen | Vrouwen | Vrouwen | Vrouwen |
| #                      | naam             | land                                    |         |         |         |         |
| ---------------------- | ---------------- | --------------------------------------- | ------- | ------- | ------- | ------- |
| Goud                   | Katarina Witt    | Vlag van Duitse Democratische Republiek |         |         |         |         |
| Zilver                 | Debi Thomas      | Vlag van Verenigde Staten               |         |         |         |         |
| Brons                  | Caryn Kadavy     | Vlag van Verenigde Staten               |         |         |         |         |
| 4                      | Elizabeth Manley | Vlag van Canada                         |         |         |         |         |
| 5                      | Kira Ivanova     | Vlag van Sovjet-Unie                    |         |         |         |         |
| 6                      | Claudia Leistner | Vlag van Duitsland                      |         |         |         |         |
| 7                      | Jill Trenary     | Vlag van Verenigde Staten               |         |         |         |         |
| 8                      | Midori Ito       | Vlag van Japan                          |         |         |         |         |
| 9                      | Anna Kondrashova | Vlag van Sovjet-Unie                    |         |         |         |         |
| 10                     | Joanne Conway    | Vlag van Verenigd Koninkrijk            |         |         |         |         |
| 11                     | Patricia Schmidt | Vlag van Canada                         |         |         |         |         |
| 12                     | Susanne Becher   | Vlag van Duitsland                      |         |         |         |         |
| 13                     | Claudia Villiger | Vlag van Zwitserland                    |         |         |         |         |
| 14                     | Agnes Gosselin   | Vlag van Frankrijk                      |         |         |         |         |
| 15                     | Iveta Voralova   | Vlag van Tsjechië                       |         |         |         |         |
| 16                     | Zeljka Cizmesija | Vlag van Joegoslavië (1943-1992)        |         |         |         |         |
| 17                     | Beatrice Gelmini | Vlag van Italië                         |         |         |         |         |
| 18                     | Tracy Brook      | Vlag van Australië                      |         |         |         |         |
| 19                     | Elina Hanninen   | Vlag van Finland                        |         |         |         |         |
| 20                     | Yvonne Pokorny   | Vlag van Oostenrijk                     |         |         |         |         |
| 21                     | Helene Persson   | Vlag van Zweden                         |         |         |         |         |
| 22                     | Ji Hyun-jung     | Vlag van Zuid-Korea                     |         |         |         |         |
| 23                     | Sandra Escoda    | Vlag van Spanje                         |         |         |         |         |
| 24                     | Tamara Teglassy  | Vlag van Hongarije                      |         |         |         |         |
| Vrije kür niet bereikt |                  |                                         |         |         |         |         |
| 25                     | Pauline Lee      | Vlag van Taiwan                         |         |         |         |         |
| 26                     | Petia Gavazova   | Vlag van Bulgarije                      |         |         |         |         |
| 27                     | Edith Poon       | Vlag van Hongkong                       |         |         |         |         |

### Paren / IJsdansen
| Goud   | Jekaterina Gordejeva Sergej Grinkov | Vlag van Sovjet-Unie         |  |
| Zilver | Elena Valova Oleg Vasiliev          | Vlag van Sovjet-Unie         |  |
| Brons  | Jill Watson Peter Oppegard          | Vlag van Verenigde Staten    |  |
| 4      | Larisa Seleznova Oleg Makarov       | Vlag van Sovjet-Unie         |  |
| 5      | Denise Benning Lyndon Johnston      | Vlag van Canada              |  |
| 6      | Cynthia Coull Mark Rowsom           | Vlag van Canada              |  |
| 7      | Gillian Wachsman Todd Waggoner      | Vlag van Verenigde Staten    |  |
| 8      | Christine Hough Doug Ladret         | Vlag van Canada              |  |
| 9      | Cheryl Peake Andrew Naylor          | Vlag van Verenigd Koninkrijk |  |
| 10     | Lenka Knapova Rene Novotny          | Vlag van Tsjechië            |  |
| 11     | Sonja Adalbert Daniele Caprano      | Vlag van Duitsland           |  |
| 12     | Danielle Carr Stephen Carr          | Vlag van Australië           |  |
| 13     | Shukling Ngai Cheukfai Lai          | Vlag van Hongkong            |  |

| Goud   | Natalja Bestemjanova / Andrej Boekin  | Vlag van Sovjet-Unie         |  |
| Zilver | Marina Klimova Sergei Ponomarenko     | Vlag van Sovjet-Unie         |  |
| Brons  | Tracy Wilson Robert McCall            | Vlag van Canada              |  |
| 4      | Natalia Annenko Genrikh Srentenski    | Vlag van Sovjet-Unie         |  |
| 5      | Suzanne Semanick Scott Gregory        | Vlag van Verenigde Staten    |  |
| 6      | Kathrin Beck Christoff Beck           | Vlag van Oostenrijk          |  |
| 7      | Antonia Becherer Ferdinand Becherer   | Vlag van Duitsland           |  |
| 8      | Klara Engi Attila Toth                | Vlag van Hongarije           |  |
| 9      | Isabelle Duchesnay Paul Duchesnay     | Vlag van Frankrijk           |  |
| 10     | Karyn Garossino Rodney Garossino      | Vlag van Canada              |  |
| 11     | Lia Trovati Robert Pelizzola          | Vlag van Italië              |  |
| 12     | Susan Wynne Joseph Druar              | Vlag van Verenigde Staten    |  |
| 13     | Sharon Jones Paul Askham              | Vlag van Verenigd Koninkrijk |  |
| 14     | Michela Malingambi Andrea Gilardi     | Vlag van Italië              |  |
| 15     | Honorata Gorna Andrzej Dostatni       | Vlag van Polen               |  |
| 16     | Tomoko Tanaka Hiroyuki Suzuki         | Vlag van Japan               |  |
| 17     | Jo Anne Borlase Scott Chalmers        | Vlag van Canada              |  |
| 18     | Andrea Weppelmann Hendryk Schamberger | Vlag van Duitsland           |  |
| 19     | Monica McDonald Rodney Clarke         | Vlag van Australië           |  |
| 20     | Susanna Rahkamo Petri Kokko           | Vlag van Finland             |  |
| 21     | Hristina Boianova Javor Ivanov        | Vlag van Bulgarije           |  |
| 22     | Park Kyung-sook Han Seung-jong        | Vlag van Zuid-Korea          |  |